# 王世憲
王世宪（1908年10月24日—1993年5月21日），字君始，福建福州人，中华民国政治人物。中国民主社会党创始人张君劢的内弟。

## 生平
生于1908年（清光绪三十四年）。1931年自上海沪江大学文学系毕业。1937年获美国南加利福尼亚大学行政管理学硕士。1937年至1944年，任国民政府交通部专员。1948年，当选行宪第一届立法委员。后赴台湾。1969年，当选为中国民主社会党主席之一，不久宣布辞职。1979年，再度当选为该党主席团主席。1990年代初，该党主席团主席为王世宪、杨毓滋、李缎。在台湾，他还曾任东吴大学教授、教育部博士学位论文口试委员。
1992年2月26日因心臟病住院治療。1993年5月21日上午8時8分，因尿毒症、肺炎等併發，急救無效逝世。